# Jake Ryan (giocatore di football americano)
Jacob William Ryan (27 febbraio 1992) è un giocatore di football americano statunitense che milita nel ruolo di linebacker per i Jacksonville Jaguars della National Football League (NFL).

## Biografia

### Green Bay Packers
Dopo avere giocato al college a football a Michigan, Ryan fu scelto nel corso del quarto giro (129º assoluto) del Draft NFL 2015 dai Green Bay Packers. Debuttò come professionista subentrando nella gara del primo turno contro i Chicago Bears. Nella settimana 9 contro i Carolina Panthers ebbe un massimo stagionale di 10 tackle, pareggiato poi nella settimana 13 contro i Detroit Lions. La sua stagione da rookie si concluse con 50 tackle in 14 presenze, 5 delle quali come titolare.

## Statistiche
| Partite totali      | 14  |
| Partite da titolare | 5   |
| Tackle totali       | 50  |
| Sack                | 0,0 |
| Intercetti          | 0   |
| Fumble forzati      | 0   |

Statistiche aggiornate alla stagione 2015